# Florian Notz
Florian Notz (* 24. April 1992 in Bad Urach) ist ein deutscher Skilangläufer. Er gehört seit 2011 dem Zoll-Ski-Team an.

## Werdegang
Notz, der für die SZ (Skizunft) Römerstein startet, nahm bis 2012 bei Juniorenrennen teil. Dabei belegte er in der Saison 2011/12 den fünften Platz in der U20 Gesamtwertung des Alpencups. Seit 2012 tritt er beim Skilanglauf-Alpencup an, den er 2014 mit dem fünften Platz in der Gesamtwertung beendete. Sein erstes Weltcuprennen lief er im März 2014 in Lahti, welches er mit dem siebten Platz über 15 km Freistil beendete und damit auch Weltcuppunkte gewann. Bei seiner ersten Tour de Ski 2015 belegte er den 40. Platz in der Gesamtwertung. Im Februar 2015 gewann er bei den U23-Weltmeisterschaften in Almaty Gold über 15 km Freistil. Bei den nordischen Skiweltmeisterschaften 2015 in Falun belegte er den 47. Platz im Skiathlon, den 35. Rang über 15 km Freistil und den siebten Platz mit der Staffel. Nach Platz 31 bei der Nordic Opening in Ruka zu Beginn der Saison 2015/16, erreichte er in Lillehammer mit dem 16. Platz im Skiathlon seine beste Saisonplatzierung im Weltcup. Im März 2016 siegte er beim Alpencup in Toblach im Verfolgungsrennen. Zu Beginn der folgenden Saison kam er bei der Weltcup Minitour in Lillehammer auf den 38. Platz. Im weiteren Saisonverlauf errang er den 17. Platz bei der Tour de Ski 2016/17 und den 47. Rang beim Weltcup-Finale in Québec. Beim Saisonhöhepunkt den nordischen Skiweltmeisterschaften 2017 in Lahti belegte er den 47. Platz im 50-km-Massenstartrennen, den 16. Rang im Skiathlon und den sechsten Platz mit der Staffel. Die Saison beendete er auf dem 35. Platz im Gesamtweltcup und auf dem 31. Rang im Distanzweltcup. In der Saison 2017/18 belegte er den 30. Platz bei der Tour de Ski 2017/18 und den 39. Rang beim Weltcupfinale in Falun. Im März 2018 wurde er bei den deutschen Skilanglaufmeisterschaften in Reit im Winkl zusammen mit Janosch Brugger Dritter im Teamsprint.
In der Saison 2018/19 belegte Notz den 47. Platz beim Lillehammer Triple, den 13. Rang bei der Tour de Ski 2018/19 und den 24. Platz beim Weltcupfinale in Québec und erreichte damit den 33. Platz im Gesamtweltcup und den 28. Rang im Distanzweltcup. Beim Saisonhöhepunkt, den nordischen Skiweltmeisterschaften 2019 in Seefeld in Tirol, lief er auf den 22. Platz im 50-km-Massenstartrennen, auf den 18. Rang im Skiathlon und auf den sechsten Platz mit der Staffel. Ende März 2019 wurde er bei den deutschen Skilanglaufmeisterschaften in Reit im Winkl Dritter im Massenstartrennen über 30 km Freistil. Nach Platz 34 beim Ruka Triple zu Beginn der Saison 2020/21, errang er bei der Tour de Ski 2021 den 19. Platz und erreichte abschließend den 29. Platz im Gesamtweltcup. Beim Saisonhöhepunkt, den Nordischen Skiweltmeisterschaften 2021 in Oberstdorf, belegte er den 48. Platz im Skiathlon und den 26. Rang über 15 km Freistil. Im folgenden Jahr lief er bei den Olympischen Winterspielen in Peking auf den 26. Platz im 50-km-Massenstartrennen, auf den 19. Rang im Skiathlon und zusammen mit Janosch Brugger, Friedrich Moch und Lucas Bögl auf den fünften Platz in der Staffel.
Notz gehört seit August 2011 als Zolloberwachtmeister dem Zoll-Ski-Team an.

## Persönliches
Florian Notz ist der Sohn von Dieter Notz, der selbst auch Skilangläufer war und an den Olympischen Winterspielen 1980 teilnahm.

## Siege bei Continental-Cup-Rennen

### Continental-Cup-Siege im Einzel
| Nr. | Datum             | Ort                     | Disziplin                   | Serie    |
| --- | ----------------- | ----------------------- | --------------------------- | -------- |
| 1.  | 14. Dezember 2013 | St. Ulrich am Pillersee | 10 km Freistil              | Alpencup |
| 2.  | 16. Februar 2014  | Campra                  | 15 km Verfolgung klassisch  | Alpencup |
| 3.  | 22. Februar 2014  | Oberwiesenthal          | 15 km klassisch             | Alpencup |
| 4.  | 15. März 2014     | Valdidentro             | 15 km klassisch             | Alpencup |
| 5.  | 13. März 2016     | Toblach                 | 15 km Verfolgung Freistil 1 | Alpencup |
| 6.  | 4. März 2023      | Prémanon                | 10 km Freistil              | Alpencup |
| 7.  | 5. März 2023      | Prémanon                | 10 km klassisch Massenstart | Alpencup |

### Continental-Cup-Siege im Team
| Nr. | Datum            | Ort            | Disziplin                     | Serie    |
| --- | ---------------- | -------------- | ----------------------------- | -------- |
| 1.  | 23. Februar 2014 | Oberwiesenthal | 3 × 7,5 km Staffel Freistil 1 | Alpencup |

## Teilnahmen an Weltmeisterschaften und Olympischen Winterspielen

### Olympische Spiele
- 2022 Peking: 5. Platz Staffel, 19. Platz 30 km Skiathlon, 26. Platz 50 km Freistil Massenstart

### Nordische Skiweltmeisterschaften
- 2015 Falun: 7. Platz Staffel, 35. Platz 15 km Freistil, 47. Platz 30 km Skiathlon
- 2017 Lahti: 6. Platz Staffel, 16. Platz 30 km Skiathlon, 46. Platz 50 km Freistil Massenstart
- 2019 Seefeld in Tirol: 6. Platz Staffel, 17. Platz 30 km Skiathlon, 22. Platz 50 km Freistil Massenstart
- 2021 Oberstdorf: 26. Platz 15 km Freistil, 48. Platz 30 km Skiathlon
- 2025 Trondheim: 8. Platz Staffel,  27. Platz 30 km Skiathlon, 43. Platz 50 km Freistil Massenstart

## Platzierungen im Weltcup

### Weltcup-Statistik
Die Tabelle zeigt die erreichten Platzierungen im Einzelnen.
- 1.–3. Platz: Anzahl der Podiumsplatzierungen
- Top 10: Anzahl der Platzierungen unter den ersten zehn
- Punkteränge: Anzahl der Platzierungen innerhalb der Punkteränge
- Starts: Anzahl gelaufener Rennen in der jeweiligen Disziplin
- Hinweis: Bei den Distanzrennen erfolgt die Einordnung gemäß FIS.

| Platzierung               | Distanzrennen a | Distanzrennen a | Distanzrennen a | Distanzrennen a | Distanzrennen a | Skiathlon Verfolgung | Sprint | Etappen- rennen b | Gesamt | Team   | Team    |
| Platzierung               | ≤ 5 km          | ≤ 10 km         | ≤ 15 km         | ≤ 30 km         | > 30 km         | Skiathlon Verfolgung | Sprint | Etappen- rennen b | Gesamt | Sprint | Staffel |
| ------------------------- | --------------- | --------------- | --------------- | --------------- | --------------- | -------------------- | ------ | ----------------- | ------ | ------ | ------- |
| 1. Platz                  |                 |                 |                 |                 |                 |                      |        |                   |        |        |         |
| 2. Platz                  |                 |                 |                 |                 |                 |                      |        |                   |        |        |         |
| 3. Platz                  |                 |                 |                 |                 |                 |                      |        |                   |        |        |         |
| Top 10                    |                 |                 | 3               | 1               | 1               | 2                    |        |                   | 7      |        | 9       |
| Punkteränge               |                 | 14              | 23              | 11              | 3               | 21                   |        | 5                 | 77     |        | 10      |
| Starts                    | 1               | 20              | 45              | 13              | 5               | 35                   | 22     | 12                | 153    |        | 10      |
| Stand: Saisonende 2024/25 |                 |                 |                 |                 |                 |                      |        |                   |        |        |         |

### Weltcup-Gesamtplatzierungen
| Saison  | Gesamt | Gesamt | Distanz | Distanz |
| Saison  | Punkte | Platz  | Punkte  | Platz   |
| ------- | ------ | ------ | ------- | ------- |
| 2013/14 | 36     | 103.   | 36      | 62.     |
| 2014/15 | 6      | 138.   | 6       | 82.     |
| 2015/16 | 22     | 105.   | 22      | 63.     |
| 2016/17 | 181    | 35.    | 125     | 31.     |
| 2017/18 | 67     | 69.    | 63      | 43.     |
| 2018/19 | 229    | 33.    | 135     | 28.     |
| 2019/20 | 73     | 65.    | 73      | 43.     |
| 2020/21 | 216    | 29.    | 168     | 23.     |
| 2021/22 | 17     | 108.   | 17      | 61.     |
| 2022/23 | 129    | 100.   | 129     | 56.     |
| 2023/24 | 346    | 56.    | 346     | 30.     |
| 2024/25 | 306    | 57.    | 306     | 31.     |